# CNRIP1
CNRIP1 (англ. Cannabinoid receptor interacting protein 1) – білок, який кодується однойменним геном, розташованим у людей на 2-й хромосомі. Довжина поліпептидного ланцюга білка становить 164 амінокислот, а молекулярна маса — 18 648.
| 10         |  | 20         |  | 30         |  | 40         |  | 50         |
| ---------- |  | ---------- |  | ---------- |  | ---------- |  | ---------- |
| MGDLPGLVRL |  | SIALRIQPND |  | GPVFYKVDGQ |  | RFGQNRTIKL |  | LTGSSYKVEV |
| KIKPSTLQVE |  | NISIGGVLVP |  | LELKSKEPDG |  | DRVVYTGTYD |  | TEGVTPTKSG |
| ERQPIQITMP |  | FTDIGTFETV |  | WQVKFYNYHK |  | RDHCQWGSPF |  | SVIEYECKPN |
| ETRSLMWVNK |  | ESFL       |  |            |  |            |  |            |

A: Аланін

C: Цистеїн

D: Аспарагінова кислота

E: Глутамінова кислота

F: Фенілаланін

G: Гліцин

H: Гістидин

I: Ізолейцин

K: Лізин

L: Лейцин

M: Метіонін

N: Аспарагін

P: Пролін

Q: Глутамін

R: Аргінін

S: Серин

T: Треонін

V: Валін

W: Триптофан

Задіяний у такому біологічному процесі, як альтернативний сплайсинг. 